# 帕薩迪納帕克 (密蘇里州)
帕薩迪納帕克（英語：Pasadena Park）是位於美國密蘇里州聖路易斯縣的村。

## 人口
根據2020年美國人口普查的數據，帕薩迪納帕克的面積為0.25平方千米，皆為陸地。當地共有人口435人，而人口密度為每平方千米1,740人。